# Lest We Forget
Lest We Forget er et greatest-hits-album lavet af rockbandet Marilyn Manson. Albummet er lavet i 2004 og udkom i september. En ny sang var lavet til denne cd, nemlig Depeche Modes Personal Jesus for at promovere albummet, og på samme tid at sige noget om det amerikanske valg. 

## Spor
1. The Love Song – 3:05
2. Personal Jesus – 4:06
3. mOBSCENE – 3:26
4. The Fight Song – 2:57
5. Tainted Love – 3:20
6. The Dope Show – 3:40
7. This Is the New Shit – 4:20
8. Disposable Teens – 3:04
9. Sweet Dreams (are made of this) – 4:51
10. Lunchbox – 4:35
11. Tourniquet – 4:44
12. Rock is Dead – 3:09
13. Get Your Gunn – 3:18
14. The Nobodies – 4:21
15. Long Hard Road Out of Hell – 3:42
16. The Beautiful People – 5:36
17. The Reflecting God – 3:45
18. (s)AINT – 4:17
19. Coma White (kun i Japan) – 5:38

(de tre sidstnævnte er bonusnumre)